# 竜王山 (能勢町)
竜王山（りゅうおうざん）は、大阪府豊能郡能勢町の南西部に所在する標高570mの山。北摂山系に属する。

## 周辺
- 豊能田尻簡易郵便局
- 能勢町立田尻小学校